# 克里尼齊亞 (諾索夫卡區)
50°54′48″N 31°49′20″E / 50.91333°N 31.82222°E
克里尼齊亞（烏克蘭語：Криниця），是烏克蘭北部的村莊，隸屬切爾尼希夫州的尼任區。該村始建於1600年，面積0.07平方公里，海拔高度125米，2001年人口246，人口密度每平方公里3,671.6人。